# Barbie és a Sellőkaland
A Barbie és a Sellőkaland (eredeti cím: Barbie in A Mermaid Tale) egész estés amerikai 3D-s számítógépes animációs film.
Amerikában 2010. május 10-én, Magyarországon pedig március 18-án adták ki DVD-n.

## Cselekmény
Merliah a hullámok királynője,mivel remek szörfös hírében áll. Egyik nap, miközben egy versenyre készül, rózsaszín csík jelenik meg a hajában és döbbenten veszi észre, hogy kap levegőt a víz alatt. 
Mikor otthon elmeséli mi történt vele,nagyapja felfedi előtte az igazságot,miszerint valódi édesanya egy sellő volt, így ő maga félig sellő.
Zuma,a beszélő delfin felkeresi őt és mesél neki Óceániáról, ahol Merliah anyja uralkodik. A királyság nagy veszélyben van és szükségük van a lány segítségére. A gonosz nagynéni, Eris a trónra pályázik, ezt pedig meg kell akadályozniuk.
Így Zuma és Merliah a tengerfenekére indulnak, hogy megkeressék a királynőt és megmentsék a vízalatti királysággal együtt.

## Szereplők
| Szereplő        | Eredeti hang                 | Magyar hang        | Leírás                                                    |
| --------------- | ---------------------------- | ------------------ | --------------------------------------------------------- |
| Merliah Summers | Kelly Sheridan               | Csondor Kata       | Lány aki Malibu legjobb szörföse félig ember, félig sellő |
| Zuma            | Tabitha St. Germain          | Molnár Ilona       | delfin,Merliah barátja                                    |
| Fallon          | Nakia Burrise                | Wégner Judit       | Merliah barátnője                                         |
| Hadley          | Maryke Hendrikse             | Vágó Bernadett     | Merliah barátnője                                         |
| Kayla és Xylie  | Emma Pierson és Ciara Janson |                    | sellők                                                    |
| Calissa         | Nicole Oliver                |                    | Merliah édesanyja                                         |
| Eris            | Kathleen Barr                | Kisfalvi Krisztina | Calissa testvére                                          |
| Remo            | Alistair Abell               |                    | Eris fegyverhordozója                                     |